# گوینسارگوین
گوینسارگوین (به لاتین: Goinsargoin) یک منطقهٔ مسکونی در جمهوری خلق چین است که در منطقه خودمختار تبت واقع شده‌است. گوینسارگوین
- نفر جمعیت دارد.